# Puente de Treto
El puente de Treto, también conocido como puente Giratorio o puente de Hierro se halla situado sobre la ría de Limpias, entre los municipios cántabros de Colindres y Bárcena de Cicero, a la altura de la carretera N-634. Proyectado por el ingeniero Eduardo Miera, se compone de una estructura metálica de doble arco parabólico, armada en celosía y apoyada sobre pilares de piedra, con una longitud de 161,74 metros. Construido entre 1897 y 1905 por la Fábrica de Mieres, una de sus secciones, la que pega con la orilla derecha (Colindres), es móvil, diseñada para girar sobre sí misma y permitir el paso de embarcaciones.
El hierro utilizado en la construcción procedía de Amberes, habiéndose montado los tramos parabólicos en Mieres (Asturias) y el giratorio en Lieja (Bélgica). Presenta caracteres estilísticos innovadores y de carácter futurista, resaltando un aspecto sólido, suave, sencillo, sin exageraciones y bien resuelto.

## El paso de la ría del Asón y la Barca de Treto
Hasta la construcción del puente metálico, el paso de la ría entre este lugar y Colindres sufría las violentas y agresivas crecidas del río Asón. Dicho canal se ha mostrado desde la antigüedad como la dificultad orográfica más problemática de la principal vía comunicativa de la costa cantábrica, que ponía enlazaba las capitales de Santander y Bilbao. Para superar dicha dificultad se utilizó tradicionalmente una barca que atracaba a ambos lados de la ría.
Las primeras menciones sobre la popular Barca de Treto, pertenecen al siglo XV, en referencia a los peregrinos del Camino de Santiago que utilizaban el Camino de la Costa (y paraban en la Ermita de la Magdalena, en Colindres). A partir del siglo XVIII el barcaje se convirtió en posesión del duque de Noblejas.
Interrumpido el servicio por la I Guerra Carlista (1833-1840), se ordenó la gestión de aquel a los concejos de Colindres y Adal (Bárcena de Cicero) para dar servicio al paso de tropas, decisión ante la cual el duque interpuso demanda judicial. Tras la guerra se le devolvió la propiedad, pero el noble se vio obligado a hipotecarlo para hacer frente a un préstamo concedido por las monjas del Canal. Además, la mala conservación de la barca provocó más de un accidente, lo que hizo que el arrendatario desistiera en más de una ocasión de continuar con el servicio. Por otro lado, el coste de la madera utilizada en las reparaciones se hacía recaer en los pueblos de la antigua Junta de Cesto (Bárcena de Cicero, Hazas y Solórzano).
Finalmente, gracias a la desamortización de los bienes de las religiosas los derechos del barcaje pasaron al Estado, el cual mejoró el servicio construyendo una nueva embarcación y habilitando unas escolleras que redujeron el tramo fluvial.
Estas tenían una longitud de 800 metros, 600 de ellos en el término municipal de Colindres; su anchura era de 7.20 metros y consiguieron reducir el ancho de la ría a 170 metros en bajamar y 300 en pleamar. La construcción de las escolleras culminaba el proceso de iniciativas estatales realizado a mediados del siglo XIX en la comarca, (carretera de Laredo a Los Tornos y la de Solares a Ontón) y que la convirtieron en un relevante cruce de caminos. Hasta entonces para dirigirse a los barcos había sido necesario transitar por una calzada en malísimo estado, debida según Madoz a la generosidad de Bárbara Blomberg.
El nuevo barco terminó de construirse en enero de 1864, obra del calefate Matías de Castanedo. Era un lanchón con tres bancos en la proa para los remeros, al que posteriormente se dotó de una cadena y un cable metálico, el cual iba unido a un bolo con una ranura en su extremo, deslizándose así la barca en sentido contrario al empuje de aquellos. En la parte posterior llevaba dos planchas en las que se podían portar hasta cuatro coches con sus propios caballos.
El Estado se hizo cargo de la barca para facilitar el tráfico en un punto que posibilitaba el acceso a la capital y a los ferrocarriles de Alar a Santander y de Tudela a Bilbao, facilitando de esta manera el comercio de Laredo y Castro, principales productoras de pescado fresco, escabeches y conservas de la región. A partir de este momento el tráfico irá en constante crecimiento, y con la llegada del ferrocarril a Treto se volverá insostenible para la barca, haciendo acuciante la construcción de un puente en el paso.

## Antecedentes. El proyecto de puente flotante
La primera tentativa de construcción de un puente tuvo lugar en 1867, con un proyecto aprobado el 6 de marzo por iniciativa de la Diputación Provincial, relacionada con intereses mercantiles y comerciales encaminados a favorecer y disminuir el coste del paso de la pesca a través del Asón para su posterior comercialización. Se trataba de un puente flotante, modelo más económico y apropiado que el fijo con tramo giratorio, que asimismo permitía dejar un tramo libre para el tráfico fluvial. En una perspectiva más amplia, la construcción de un puente que salvara el paso de la ría del Asón, superando la cada vez más inadecuada Barca de Treto, formaba parte del proyecto de desarrollo de una red viaria capaz de integrar y comunicar toda Cantabria.
Tal red, estructurada da lo largo del siglo XIX, primero con un entramado de caminos y carreteras y posteriormente complementada con vías férreas, asentaba uno de sus ejes fundamentales en el Camino de la Costa que, en su vertiente oriental, comunicaba Santander con Bilbao. No obstante, esta vía era interrumpida a la altura del río Asón, en su desembocadura entre Treto y Colindres, convertida en auténtico cuello de botella.
Sin duda los principales afectados por tal carencia en las comunicaciones, y especialmente interesados en la construcción de un puente que uniera definitivamente el Camino de la Costa, eran los habitantes de la Cantabria oriental. Y especialmente los de los municipios que quedaban a la derecha del Asón, deficientemente comunicados con el resto de la provincia y con su capital, Santander. Por tal razón, aquel primer proyecto elaborado en 1866 fue significativamente bien recibido por Ayuntamientos como los de Colindres, Laredo y Castro-Urdiales. En contra del mismo se pusieron, sin embargo, las comarcas interiores del Asón encabezadas por el municipio de Limpias, por dos razones principales:
- La defensa del tráfico fluvial existente a través de la ría y el papel que el puerto de Limpias desempeñaba en el mismo. Su importancia como punto de extracción e introducción de mercancías había sido notable, de lo que provenía su relativo peso específico en la política provincial, no obstante el progresivo declive que tal actividad iría sufriendo en esos años por la inevitable saturación del fondo de la ría, lo que haría cada vez más difícil el tránsito de embarcaciones. La construcción de un puente flotante a la altura de Treto, consideraban, acabaría por sentenciar esa vía comercial.

- La apuesta por una vía comunicativa alternativa al puente que pasaría por salvar la ría entre Ampuero y Limpias de tal modo que uniese las carreteras en proyecto de Hoyomenor y Carasa, precisamente como medio de paliar la decadencia de su puerto potenciando económicamente la comarca al convertirse en punto de paso de la vía Santander-Bilbao.

La revolución de 1868 y el convulso panorama político subsiguiente dieron finalmente al traste con el proyecto. El siguiente intento de llevarlo a cabo vendrá del Ayuntamiento de Colindres en 1873: en abril de ese año nombró un comisionado, José María Barreda, para defender y gestionar en Madrid ante los Ministerios correspondientes la construcción del puente, logrando que llegara a plantearse un proyecto oficial. Por desgracia la inestable Primera República no era el marco más apropiado por cristalizar tal proyecto, definitivamente coartado por las nefastas consecuencias de la III Guerra Carlista (1872-1876).
A partir de 1875 la Restauración será testigo de nuevas tentativas, cuando la idea de un puente en la ría del Asón se convirtió en un objeto del juego político desarrollado por los dos partidos dinásticos, Liberal y Conservador. Sus líderes y representantes se declararán defensores o contrarios a su construcción dependiendo de la coyuntura política y al entramado de intereses clientelares tan caros al sistema canovista. Así en 1877 la Diputación Provincial anunciaba el proyecto de un puente de barcas diseñado por el Gobierno, que no se llevará a la práctica alegando falta de presupuesto.
El ansiado puente, decisivo para el presente y el futuro de la comarca y su población, se convirtió en peón de ajedrez político de dos formaciones más interesadas en defender intereses particulares que el bien general.

## El proyecto definitivo

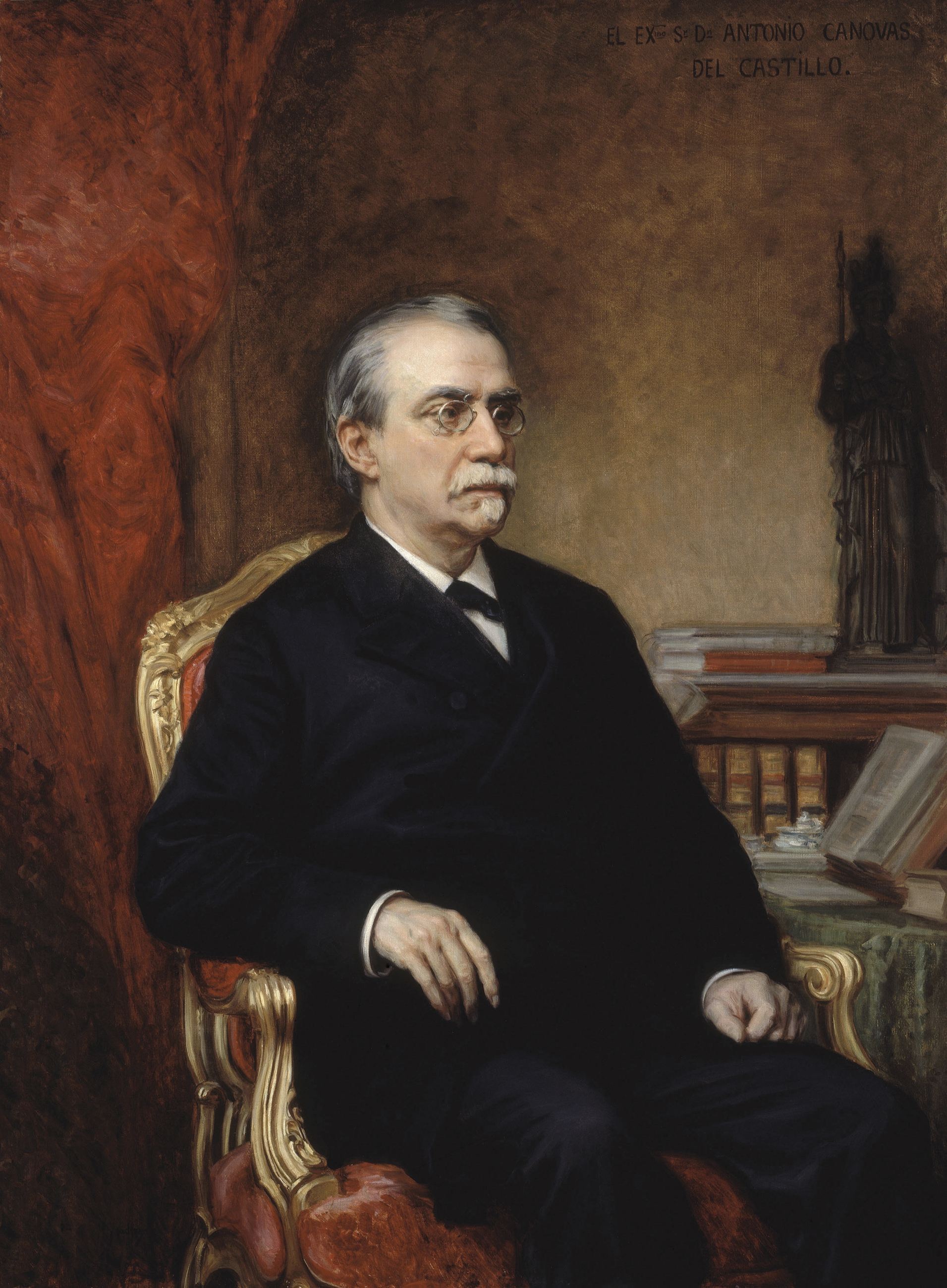
Antonio Cánovas del Castillo, principal artífice del sistema restauracionista.

Durante las primeras décadas de la Restauración serán sobre todo Colindres y Laredo los principales defensores del puente, llevando a cabo las iniciativas que sus capacidades les permitían para instar a los organismos oficiales a decidirse a tomas la decisión de construirlo. De ese modo en 1882 la Dirección General de Obras Públicas de la Provincia presentó nuevos y distintos proyectos, uno de ellos, obra del ingeniero cántabro Eduardo Miera, de tramo giratorio, diseño de pilas y estribos de fábrica para la colocación de un tablero metálico de 160 m de longitud, de los cuales 37 constituían el tramo giratorio. Es rechazado porque la administración se decantaba por un proyecto de tramo fijo, presentándose en agosto de 1884 otro proyecto del propio Miera, con tres tramos fijos.
Tomada la decisión de llevarlo a la práctica, las obras, que parecía iban por fin a iniciarse en 1888, son de nuevo aplazadas a causa de nuevas divergencias y por lo elevado del coste económico del proyecto. En 1890 el Ayuntamiento de Colindres se sumaba a una iniciativa de Laredo para instar al director general de Obras Públicas de la Provincia a que agilizara la tramitación del expediente de la obra, paralizado hacía dos años. No obstante de nuevo el proyecto se varía, decantándose por un nuevo modelo de tramo giratorio, adaptación del de 1882, ante las presiones de Limpias para que se perjudicara lo menos posible la navegación por la ría.
Pero no solo los municipios de la cuenca del Asón o los de la Cantabria oriental mostraban su interés por la culminación de tan importante obra de ingeniería. Desde la propia Santander se defendía la necesidad de reforzar la comunicación con el este provincial y de lograr una vía moderna y eficaz entre la capital de la provincia y la ciudad de Bilbao, más aún en un momento de crecimiento económico y de expansión minera.
Será en 1893 cuando tenga lugar la subasta de las obras (el 14 de octubre), recibidas con gran júbilo en los pueblos circundantes al punto elegido, el paso de Treto a Colindres por donde la tradicional Barca unía ambas orillas de la Carretera de la Costa. Así en Colindres se celebró una manifestación pública. Menos positiva fue la recepción de la noticia en Limpias, donde en mayo de ese año se inició una recogida de firmas para oponerse a la ejecución de las obras. Este y otros problemas y obstáculos retrasarán el verdadero inicio de la construcción hasta 1897.

## Oposición al puente. LaContra
Los argumentos de la fuerte oposición encabezada por Limpias fueron plasmados en un libro titulado La Contra del proyecto de el Puente de Treto o Defensa de la navegación hasta Limpias (Torrelavega, 1888), escrito por el periodista Juan de la Piedra. El libro está compuesto por una serie de artículos publicados en el periódico El Cantábrico de Torrelavega, donde se exponían los argumentos que desde Limpias se presentaban para oponerse a la construcción del puente de Treto. Resumiendo, eran estos:
- La secular importancia mercantil que el puerto de Limpias había tenido y la necesidad de mantener abierta la ría como vía de comunicación fluvial. Alegaba que era el punto de embarque para granos de Castilla, minerales de Rasines y Lanestosa, maderas y carbones de Carranza, Trucíos, Ruesga y Soba. Consideraba además que representaba la mejor ría navegable del Cantábrico, siendo un colector mercantil tanto para toda la cuenca del Asón como para zonas de Vizcaya y de Castilla la Vieja.

- Las dificultades técnicas que conllevaría la construcción de un puente como el proyectado y las consecuencias perjudiciales que implicaría. Por un lado el enorme costo de la obra, considerando más provechoso incrementar y mejorar el servicio de barcaje. Respecto al tramo giratorio, no lo consideraba garantía de nada, cuestionándose su viabilidad técnica y preguntándose por la preferencia de barcos o carruajes. Asimismo alegaba con los pilares del puente no dejarían de ser un estorbo para el tráfico fluvial.

- Las ventajas, en comparación, de un paso alternativo del río a la altura de Limpias y Ampuero, lo que implicaría un desvío de la carretera nacional que rodearía la zona Laredo-Colindres. Ello basándose en considerar de mayor relevancia económica el área circundante a Limpias. Así el autor defendía que ya se habían realizado excesivos gastos en los muelles y rampas de Laredo y Colindres, creyendo más necesaria la continuación de la carretera Heras-Carasa-Ampuero, para así fomentar el desarrollo de unas comarcas de gran potencial natural pero perjudicadas por su aislamiento, malas comunicaciones y dejadez institucional (Voto, Limpias, Ampuero y Guriezo). Por otro lado la apertura del puente haría perder importancia al camino Burgos-Bercedo-Limpias, tras el esfuerzo que supuso realizarlo.

- Relativizaba los perjuicios que tendrían lugar de no abrirse el puente, considerando que únicamente Laredo se vería afectado, ya que a Castro-Urdiales no le afectaría el lugar por el que se superara el Asón.

## El proceso de construcción
La oposición al puente no logró abortar el proyecto y tras un sinfín de aplazamientos el inicio de las obras tuvo lugar finalmente en 1897, lo cual fue recibido con una celebración en el Casino de Laredo con la participación de representantes de Castro, Colindres, Guriezo, Liendo, Bárcena de Cicero, Voto y Laredo. Pero el calvario no había finalizado, dando paso a una nueva fase en la que la culminación de las obras de construcción se verá sucesivamente aplazada por incontables controversias, problemas y contratiempos.
Lo exiguo del presupuesto, el aumento del coste de los materiales por la tardanza de las obras, divergencias con la casa constructora de Mieres, injustificados retrasos respecto a los plazos provocando la concesión de sucesivas prórrogas... Tales problemas no hicieron sino frustrar la otra gran aspiración vinculada al puente: el establecimiento de una vía de ferrocarril que lo cruzara situando a Colindres y Laredo (e incluso Santoña) en la línea Santander-Bilbao, del que llegaron a presentarse diversos proyectos. Varias veces el diputado en Cortes, Francisco Sainz Trápaga, hubo de intervenir en el Congreso intentando agilizar las obras.
Tales dificultades ser verán alimentadas por el constante juego de conspiraciones políticas que engrasaba el funcionamiento del sistema restauracionista, movido por el contraste de intereses en el que el puente se veía obligado a ejercer el papel de una pieza más del tablero. Así tanto el diputado en Cortes Manuel de Eguilior como su sucesor en el cargo Sainz Trápaga debían jugar con los intereses confrontados de los municipios, intentando mantener sus satisfechas a sus clientelas electorales. Por un lado buscando compensar a la de Limpias por el perjuicio que les supondría la apertura del puente mejorando sus comunicaciones terrestres, y por el otro haciendo lo mismo con los pueblos afectados por el retraso en las obras de aquel.
De tal modo que en la derrota de Sainz Trápaga en las elecciones de 1903 frente al candidato conservador Juan Manuel Mitjans y Manzanedo, Duque de Santoña, (terminando con varias décadas de hegemonía liberal en el distrito de Laredo-Castro) tuvo mucho que ver el creciente malestar y la controversia que rodeaban la inacabada obra del puente.
Así, instalados los tramos fijos y el giratorio para septiembre de 1903, un nuevo retraso vendrá producido por el permiso de construcción de las avenidas del puente, la financiación para su construcción y los desacuerdos que surgieron entre el contratista y alguno de los Ayuntamientos implicados.
Solventados estos problemas y ante el acuciante malestar de la población y la insoportable situación del paso de la Barca, se tomó la decisión de abrir al tráfico un puente casi culminado en mayo de 1905. Aunque no iba a realizarse inauguración oficial para tal momento, la apertura del puente fue celebrada de manera espontánea por una manifestación popular multitudinaria que arrancó de Laredo hacia Colindres a las tres de la tarde del día 20 de mayo, plena de carruajes engalanados, banderolas, carros, estandartes y música. A las cuatro los dos pueblos se dieron un abrazo en la divisoria municipal. La numerosa asistencia y la incuestionable alegría que caracterizó aquella manifestación expresaban sin duda la importancia que para tanta gente había adquirido la obra, convirtiendo en histórica la fecha de su culminación.

### Presupuesto, materiales de obra y operarios
En la edificación del puente se utilizaron, en total, 543.500 toneladas de hierro, con un presupuesto de contrata fijado en 355.336,20 pesetas, repartido de la siguiente manera:
- Ejecución material de las obras 308.988
- Gastos imprevistos 1%
- Gastos de dirección y administración 5%
- Beneficio industrial 9% (incluye el 3% por interés del dinero adelantado)

En lo referente a los materiales, las escuadras, palastros, cabezas de roblones y bastidores son de hierro forjado. Los largueros, traveseros y palastros abovedados de hierro laminado. Las pilastras y base de la caja de rodillos de hierro fundido. De acero los ejes y ensanches de ejes de los soportes fijos del primer y segundo tramo inmóvil, rodillos de cuerpo y ejes de su caja. También se utilizó el plomo laminado y el bronce. En total cada tramo fijo se construyó a partir del proyecto redactado por Miera en 1890, con 221 257 kilogramos de hierro forjado, 3300 de fundido, 1885 de acero y 281 de plomo laminado. El tramo giratorio, por su parte, se componía de 69 487 kilogramos de hierro forjado, 18 460 de fundido, 1967 de acero y 137 de bronce.
Los operarios que trabajaron en su construcción fueron peones (mayor y menor), carpinteros (maestro y oficial), ajustadores (maestro, oficial y auxiliar), herreros (maestro y oficial) y marineros.
Se utilizaron como medios de transporte una gabarra capaz de cargar con más de veinte toneladas y carros de bueyes, tanto de una como de dos yuntas. Los materiales importados desde Amberes eran fletados desde este puerto hasta el de Santoña y posteriormente conducidos a pie de obra.

### Trabajos de construcción
La subasta de las obras se adjudicó el catorce de octubre de 1893 al contratista José María Álvarez Pedrosa, quien, tras su fallecimiento, fue sustituido por su hijo. Las obras comenzaron a finales de 1897, con un replanteo del emplazamiento del puente y reducción de la altura.
Comenzado el siglo XX, la Fábrica de Mieres, encargada de las obras, presentó un proyecto de reforma de los tramos metálicos, redactado por el ingeniero industrial Escobedo. Esta reforma no alteraba la disposición general del puente, pero criticaba la indecisión y oscuridad que observaba en algunos documentos del proyecto primitivo y algunas pequeñas contradicciones que reflejaba, por haberse adaptado al proyecto aprobado partes correspondientes a un proyecto anterior que hubo de modificarse por mandato de la superioridad.

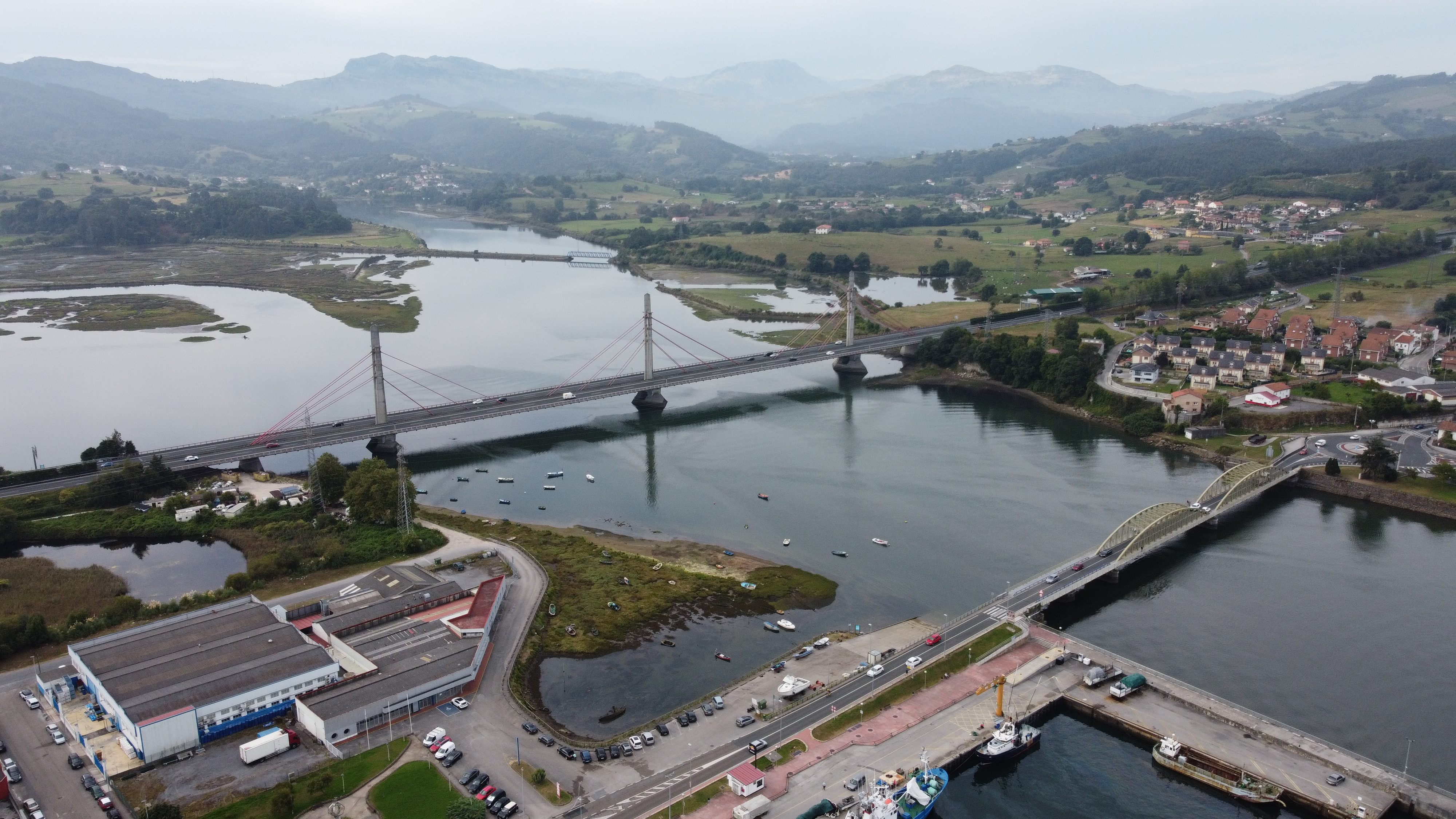
Vista de los dos puentes sobre la ría. Abajo a la derecha el puente de Treto, arriba el Viaducto de Colindres.

El radical cambio, causado por la enseñanza de no pocas construcciones metálicas operadas en los años precedentes, en lo referente a las ideas que sobre el modo de resistir el hierro en la construcción se tenían, originó una completa transformación en las disposiciones que debían adaptarse para los diversos elementos en una obra de este carácter. Por esta razón se hacían inaceptables las secciones que para las cabezas superior e inferior presentaba el proyecto aprobado en 1890, por su difícil construcción.
La forma de dichas secciones hacía imposible las uniones de las diagonales y montantes con las cabezas, por la mala disposición de los elementos necesarios para la transmisión de los esfuerzos. De este modo se aceptaron las variaciones propuestas en la memoria suscrita por la fábrica asturiana, por estar conformes con lo preceptuado en el modelo de condiciones que regía las edificaciones de puentes metálicos, legislado por Real Orden el 16 de julio de 1878.
En 1901, en la memoria explicativa del proyecto reformado, Pascual Lomba apostaba por fundar el estribo sobre la escollera, variando así de nuevo el proyecto original. De tal modo las obras reducirían su coste y se culminarían en menos tiempo.
Entre las postrimerías de 1902 y principio de 1904, se incluyeron en la obra nuevos materiales que no estaban dispuestos en el proyecto inicial, pero de poca importancia: hierros longitudinales, columnillas, pasamanos, roblones etc.
Las avenidas de acceso al puente se construyeron a ambos lados con una longitud de 323.80 metros. Los materiales utilizados fueron fábrica de mampostería, escollera y hormigón, sillería caliza de las canteras de Adal, mampostería ordinaria, escollera y piedra para hormigón, igualmente de la cantera de Adal. Mampostería concertada y sillarejo de la cantera de Escalante. Pedraplén de terrenos inmediatos. Terraplén de las marismas, cemento de Zumaya, cal ordinaria y arena de las orillas de la ría.

## Características estructurales del puente
- Tipología: 2 tramos bowstring más 1 tramo continuo. Estribos y pilas de apoyo simple.
- Material: hierros forjado, fundición y fábrica de piedra y hormigón.
- Longitud total: 161,74 m
- Luz de los tramos fijos: 61,84 m
- Luz del tramo giratorio: 38 m
- Anchura de la calzada: 5,500 m
- Anchura de los andenes en voladizo: 0,8 m

## El mecanismo de giro

Esquema del funcionamiento de un puente giratorio como el de Treto.

El mecanismo que hacía girar el tramo móvil del puente se basaba en un sistema de ruedas dentadas que se accionaba a mano. Diseñado para dar paso a las embarcaciones que arribaran al puerto fluvial de Limpias, la saturación arenosa del fondo de la ría acabó impidiendo, en el siglo XX, la navegación por ella de barcos de calado, con lo que el puente fue abierto muy pocas veces. Pese a todo, y excepción hecha del proceso de oxidación que le afecta, el mecanismo se conserva intacto y una futura restauración podría permitir de nuevo su funcionamiento.
Respecto al sistema de funcionamiento, en el centro de la pila de sustentación se encuentra un eje de acero, unido a la fábrica de la misma placa por seis pasadores, formando un todo en cuyo interior va el eje alrededor del que se establece el movimiento. Su unión con el tramo se verifica por otra caja de fundición sujeta por pasadores a dos viguetas maestras y a otras dos perpendiculares y complementarias, sosteniendo en su parte superior el tejuelo de bronce, apoyado sobre otra pieza del mismo material que corona el pivote sobre el que se realiza el giro del tramo. Las condiciones del mecanismo posibilitaban que solo se necesitara un hombre para la maniobra, gracias a una llave cabrestante que entra en la espiga del árbol como una manivela. En la llave hay orificios donde se introducen palancas de un metro sobre las que se ejerce la acción. La duración de la maniobra era pequeña, menos de cinco minutos, y la fijación al tramo no duraba treinta segundos, de tal modo que apenas entorpecía la circulación.

## Consecuencias de la construcción
La apertura del puente de Treto culminó una de las principales líneas de comunicación de Cantabria, la carretera de la Costa, convertida posteriormente en la carretera N-634, que comunicaba a Santander con los municipios costeros y con las capitales de Asturias y Vizcaya. Para las comarcas circundantes, en especial para las de su margen derecha (Colindres, Laredo), supuso un paso crucial en la consolidación de su pujante producción pesquero-conservera, facilitando el acceso a la estación de ferrocarril de Treto y su exportación a Santander y a los mercados urbanos del interior peninsular. Así, a partir del cambio de siglo se experimentó en los núcleos pesqueros orientales un importante crecimiento económico, demográfico y urbanístico.
Aunque el interminable retraso en la culminación del puente impidió el paso por él de la línea de ferrocarril Santander-Bilbao (este cruzó finalmente la ría más al sur, a la altura de Udalla, en Ampuero), la importancia del tráfico rodado (de viajeros y mercancías) alcanzó tal relevancia durante el siglo XX (en 1967 el piso de madera del puente fue sustituido por otro de forjado metálico) que la novedosa obra de ingeniería proyectada en el siglo XIX se transformó en una pieza crucial de la red de comunicaciones y transportes de la región hasta la apertura del viaducto de Colindres de la autovía del Cantábrico a mediados de los años 90. Aún hoy, el viejo puente de hierro diseñado para facilitar el paso de carros de caballos soporta el denso tráfico que diariamente se desplaza en el entorno de la bahía, multiplicado durante la temporada turística en los meses de verano.
Sin duda, el puente de Treto, que en 2005 cumplió su primer centenario, compone una de las más relevantes piezas del patrimonio arquitectónico civil de la Comunidad Autónoma de Cantabria.

## Restauración

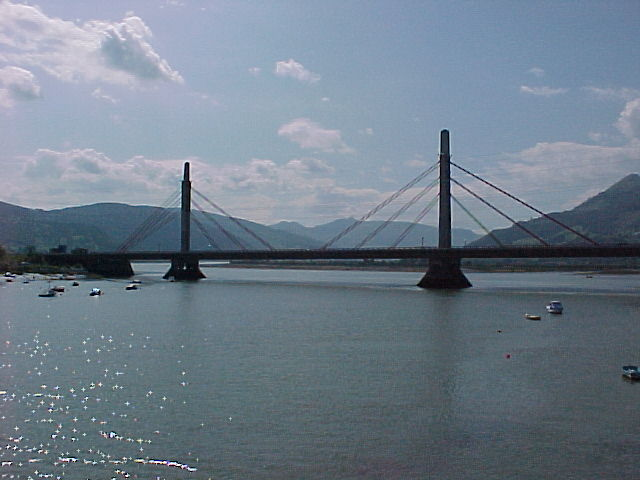
El Viaducto de Colindres forma parte de la autovía del Cantábrico (A-8) y su construcción vino a aliviar la ingente labor que durante un siglo ha realizado el puente de Treto.

En 2007 se un proyecto de restauración del puente de Treto, largamente demandado por el ayuntamiento de Colindres (la primera ocasión fue a raíz de los actos de conmemoración del centenario de su apertura, en 2005) y elaborado por la Demarcación de Carreteras del Estado en Cantabria. Era uno de los 25 proyectos acordados en el 1% cultural por la Comisión Mixta de Fomento y Cultura, y será ejecutado por el Ministerio de Fomento mediante inversión directa. El coste del mismo se calculó en 3,16 millones de euros. Las obras consistirían en la rehabilitación de toda la estructura, incluido el tramo móvil, el acondicionamiento y embellecimiento del puente y la limitación de la carga máxima de paso.
Finalmente, la rehabilitación del Puente de Treto se llevó a cabo durante el último trimestre de 2015 y la primera mitad de 2016.

### Otros
- Garrido Martín, Aurora (enlace roto disponible en Internet Archive; véase el historial, la primera versión y la última).: Favor e indiferencia: caciquismo y vida política en Cantabria (1902-1923). Editorial: Santander: Universidad de Cantabria: Asamblea Regional de Cantabria, 1998. ISBN 84-8102-194-6
- Gómez Ochoa, Fidel (ed.): Cantabria: de la Prehistoria al tiempo presente, Santander, 2001. ISBN 84-8102-112-1
- Moure Romanillo, A. y Suárez Cortina, M.: De la Montaña a Cantabria: la construcción de una Comunidad Autónoma, Santander, 1995.
- Pindado Uslé, Jesús (dir.): Gran Enciclopedia de Cantabria. Santander: Cantabria, 1985 (8 tomos) y 2002 (tomos 9, 10 y 11). ISBN 84-86420-00-8
- Suárez Cortina, Manuel (ed.): El perfil de la Montaña: economía, sociedad y política en la Cantabria contemporánea, Santander, 1993. ISBN 84-604-8704-0
- Suárez Cortina, Manuel (dir.): Historia de Cantabria, Santander, Editorial Cantabria, 2007. Contiene: T.I. La Cantabria histórica y la Montaña -- T.II. La Cantabria contemporánea -- T.III. Cantabria autónoma. ISBN 84-86420-50-4